# Helenoglaucytes helenae
Helenoglaucytes helenae là một loài bọ cánh cứng trong họ Cerambycidae.